# Jenkintown (Pennsylvanie)
Jenkintown est un arrondissement du comté de Montgomery, en Pennsylvanie, à environ 10 miles (16 km) au nord de Center City Philadelphia. «Jenkintown» est également utilisé pour décrire un certain nombre de quartiers entourant l'arrondissement, qui sont également connus sous des noms tels que Meadowbrook, Rydal, Crosswicks, Fox Chase Manor, Jenkintown Manor, Noble et Switchville. Bien que le bureau de poste fournisse du courrier adressé à "Jenkintown" dans ces régions, il ne fait pas partie de l'entité politique de Jenkintown ; ils se trouvent dans Abington Township. Jenkintown est entourée par Abington Township au nord, à l'ouest et à l'est et borde Cheltenham Township au sud. 

## Histoire

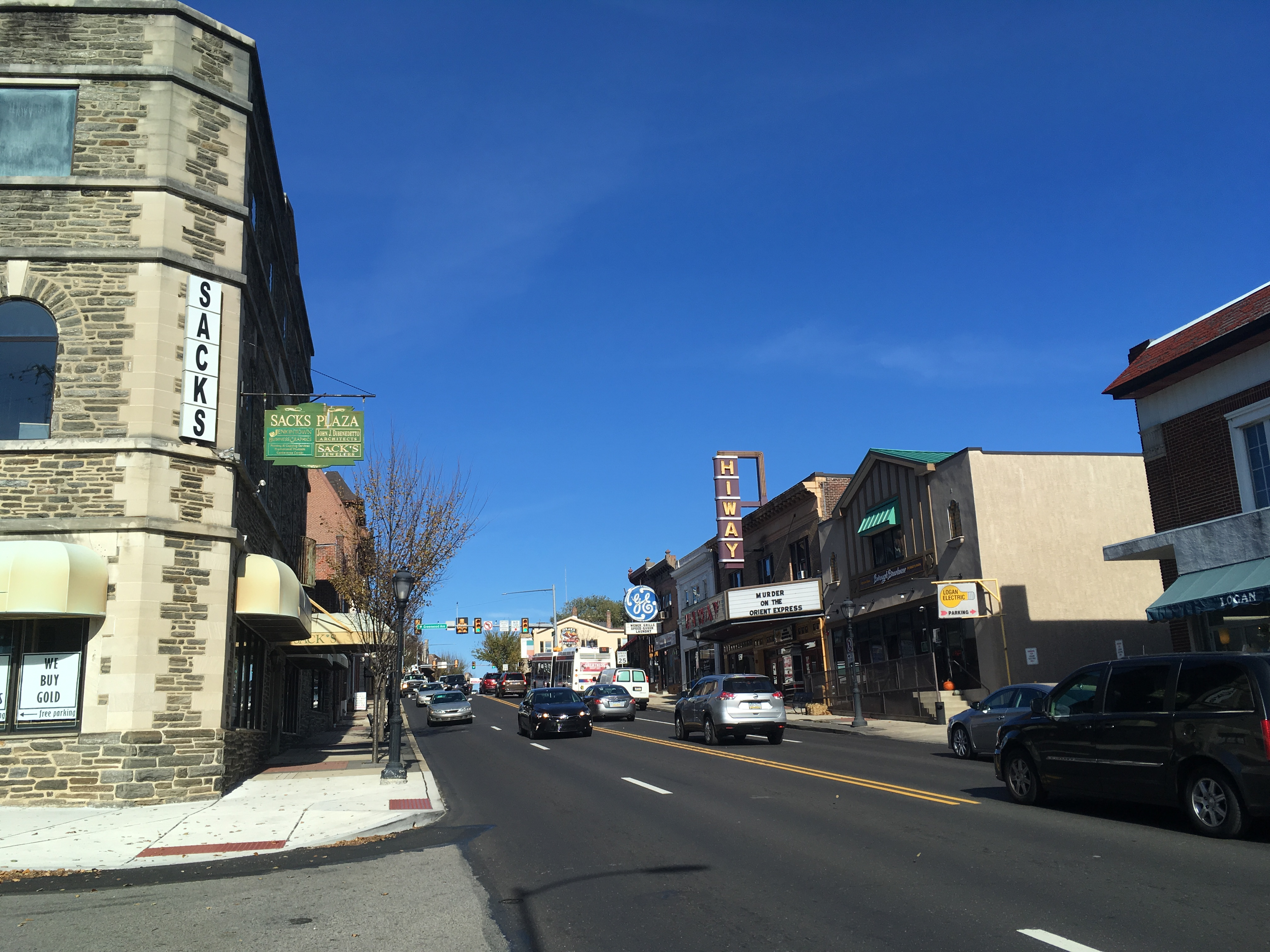
Old York Road (PA 611) vers le nord à Jenkintown.

La communauté a été nommée d'après Stephen Jenkins, un pionnier du Pays de Galles. 
L'arrondissement de Jenkintown est situé juste à l'extérieur de Philadelphie, le long du couloir de la route 611 entre les villes d'Abington et Cheltenham. L'arrondissement a été colonisé vers 1697 et incorporé le 8 décembre 1874 alors qu'environ 248 acres (1,00 km2) provient du Abington Township. Aujourd'hui, l'arrondissement mesure environ 0,58 mille carré et abrite 4 500 habitants. 

## Géographie
L'arrondissement de Jenkintown est située à 40° 05′ 46″ N, 75° 07′ 46″ O
(40.096060, -75.129415). Selon le United States Census Bureau, l'arrondissement a une superficie totale de 0,6 mille carré (1,6 km2), tous les terrains. La Pennsylvania Route 611 traverse le centre de l'arrondissement. 

## Éducation

### Écoles publiques
Jenkintown a son propre district scolaire, le Jenkintown School District, avec des niveaux allant de la maternelle au 12e. La mascotte de Jenkintown High School est le Drake. Les équipes sportives sont connues sous le nom de Drakes, ou Lady Drakes dans le cas d'équipes entièrement féminines. 

### Écoles privées
Sauf indication contraire, ces établissements sont situés dans l'Abington Township, mais ont un code postal Jenkintown : 
- Saint Basil Academy (pour les filles)
- Abington Friends School
- Manor College

Pour l'enseignement catholique de la maternelle à la 8e année, les élèves de Jenkintown fréquentent l'école Saint Joseph la Protector School à Glenside. 

## Transport

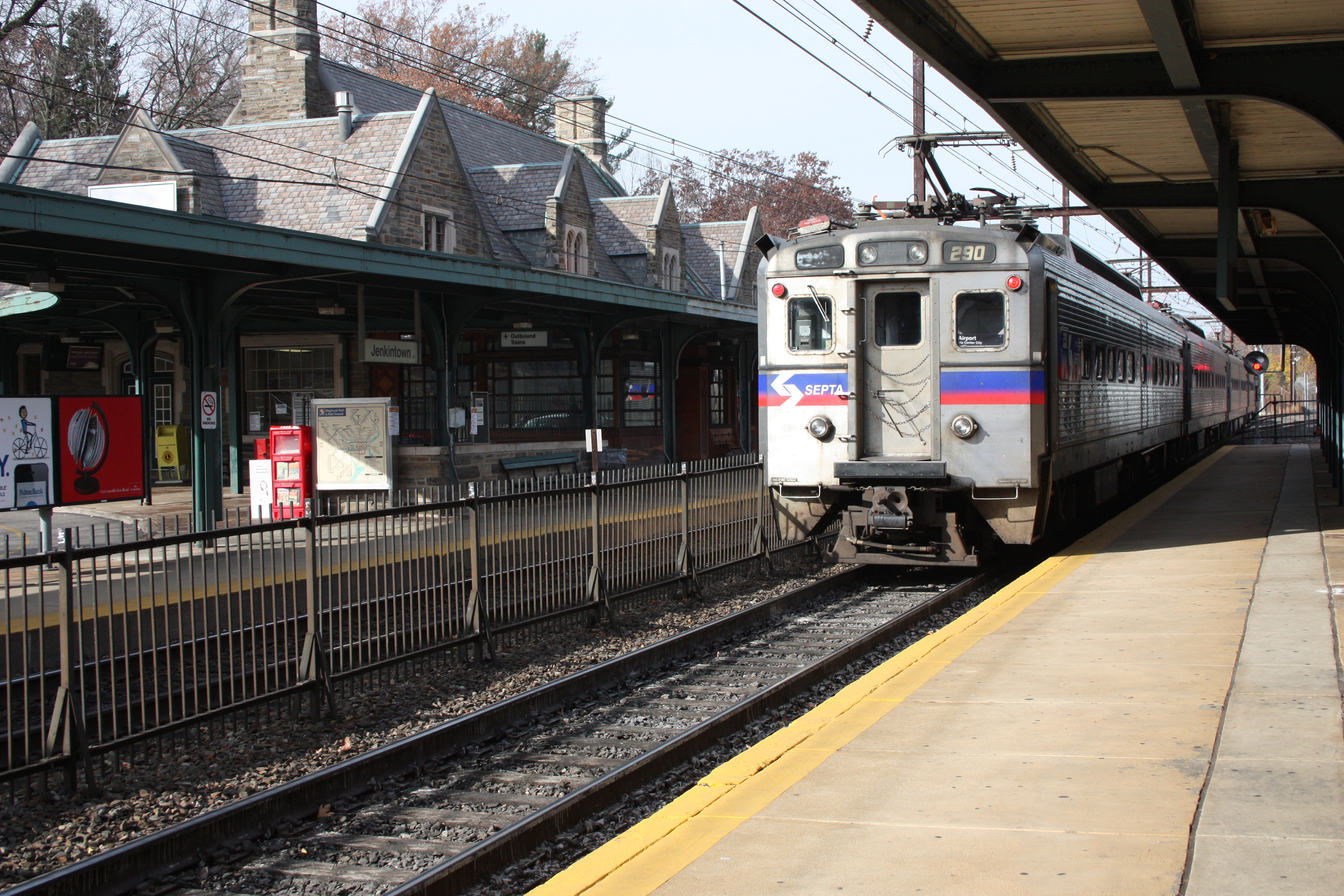
Station Jenkintown-Wyncote de SEPTA Regional Rail

## Politique et gouvernement
| Année | Républicain | Démocratique |
| ----- | ----------- | ------------ |
| 2016  | 20,6% 563   | 74,9% 2 052  |
| 2012  | 27,1% 724   | 71,4% 1 905  |
| 2008  | 25,1% 708   | 73,8% 2 079  |
| 2004  | 28,6% 832   | 71,0% 2 068  |
| 2000  | 29,9% 791   | 65,7% 1 734  |

## Jenkintown dans la culture populaire
La série télévisée The Goldbergs, créée par Adam F. Goldberg et basée sur sa propre enfance dans les années 1980, se déroule à Jenkintown. Goldberg a été élevé dans une grande maison de style tudor toujours située au 405 Newbold Rd. Les Goldberg ne sont plus propriétaires de la maison. 
Jenkintown est également le décor du roman d'Ann Patchett acclamé par la critique, The Dutch House. 

## Résidents célèbres
- Jim Bidlack, professeur à l'université du Centre de l'Oklahoma et cofondateur de The Genome Registry.
- Bradley Cooper, nommé aux Tony et Academy Award, acteur de cinéma et de théâtre, a grandi à Jenkintown[8].
- Lawrence Curry, éducateur et homme politique.
- Adam F. Goldberg, créateur et producteur de The Goldbergs, qui se déroule également à Jenkintown et basé sur sa jeunesse.
- Benjamin Lay, abolitionniste radical Quaker vivait juste à l'extérieur de Jenkintown et est enterré à la Abington Friends School
- George Low, père, professionnel de golf écossais (exploitait un practice à Jenkintown vers 1936)
- George Low, Jr., professionnel de golf américain (exploitait un practice à Jenkintown avec son père George vers 1936)
- Ezra Pound, poète et critique américain qui était une figure majeure du premier mouvement moderniste, a vécu à Jenkintown (417 Walnut)[9] avant de déménager à Wyncote. Il a publié son premier poème dans le Jenkintown Times-Chronicle à l'âge de 11 ans (à propos de William Jennings Bryan)
- Lessing J. Rosenwald, ancien président et président de Sears, Roebuck and Company, et un éminent collectionneur de livres et d'art rares dont la collection (anciennement hébergée dans son manoir Alverthorpe Gallery, actuellement l'Abington Art Center) est maintenant conservée par la Bibliothèque du Congrès.
- Max Ritter, membre fondateur et ancien président de la Fédération internationale de natation (FINA)
- Allyson Schwartz, femme politique américaine
- George Harrar, l'auteur de romans policier, de nouvelles et livres pour adolescents[10].